# Semiya Şimşek
Semiya Şimşek-Demirtas (* 1986 in Friedberg, Hessen) ist eine deutsche Pädagogin und Buchautorin.

## Leben und Wirken
Şimşek ist die Tochter des Blumengroßhändlers Enver Şimşek, der im September 2000 in Nürnberg das erste Opfer der Mordserie der terroristischen Vereinigung „Nationalsozialistischer Untergrund“ (NSU) wurde. Mit ihrer vielbeachteten Rede bei der zentralen Gedenkfeier für die NSU-Opfer am 23. Februar 2012 im Konzerthaus Berlin und ihrem Buch Schmerzliche Heimat. Deutschland und der Mord an meinem Vater wurde sie zu einer der öffentlichen Stimmen der Opferfamilien. Das Buch wurde 2016 für die ARD unter dem Titel Die Opfer – Vergesst mich nicht verfilmt.
Ihr Vater, geboren 1961 in Salur Köy, kam bereits 1985 aus Şarkikaraağaç als Gastarbeiter nach Hessen. Am Sonntag, den 10. September 2000, im Alter von 14 Jahren, wurde sie im Internat in Aschaffenburg um vier Uhr morgens geweckt und nach Nürnberg gebracht. Im Klinikum Nürnberg erfuhr sie, dass ihr Vater im Koma lag. Am 11. September stellten die Mediziner den Tod des Vaters fest.
Sie studierte Sozialpädagogik an der Hochschule Fulda und war anschließend eine Zeit lang in Frankfurt als Erzieherin tätig. Semiya Şimşek zog im Sommer 2012 in die Türkei. Sie heiratete im Frühjahr 2013 in Şarkikaraağaç und hat einen Sohn.
Von Mai 2013 bis Juni 2018 nahm sie als Nebenklägerin im NSU-Prozess teil. Im Februar 2017 nahm sie für Die Linke Thüringen an der Bundesversammlung zur Wahl des deutschen Bundespräsidenten 2017 teil. Auch zur 17. Bundesversammlung 2022 wurde sie entsandt.

## Auszeichnungen
- 2013: Olympe-de-Gouges-Preis

## Schriften
- mit Peter Schwarz: Schmerzliche Heimat. Deutschland und der Mord an meinem Vater. Rowohlt Berlin, Berlin 2013, ISBN 978-3-87134-480-0, (Rezensionsnotiz bei Perlentaucher 23. April 2023)